# Šehzade Mustafa
Şehzade Mustafa (1515, Manisa - 6. října 1553, Konya) byl syn osmanského sultána Sulejmana I. a jeho druhé manželky Mahidevran Sultan. Byl správcem provincie Manisa v letech 1533–1541 a vládce provincie Amasya v letech 1541–1553. Mustafa byl nejstarším žijícím synem sultána a nejpravděpodobnějším následníkem. Byl v Anatolii velmi oblíbeným princem, avšak nakonec byl z příkazu svého otce popraven.

## Život

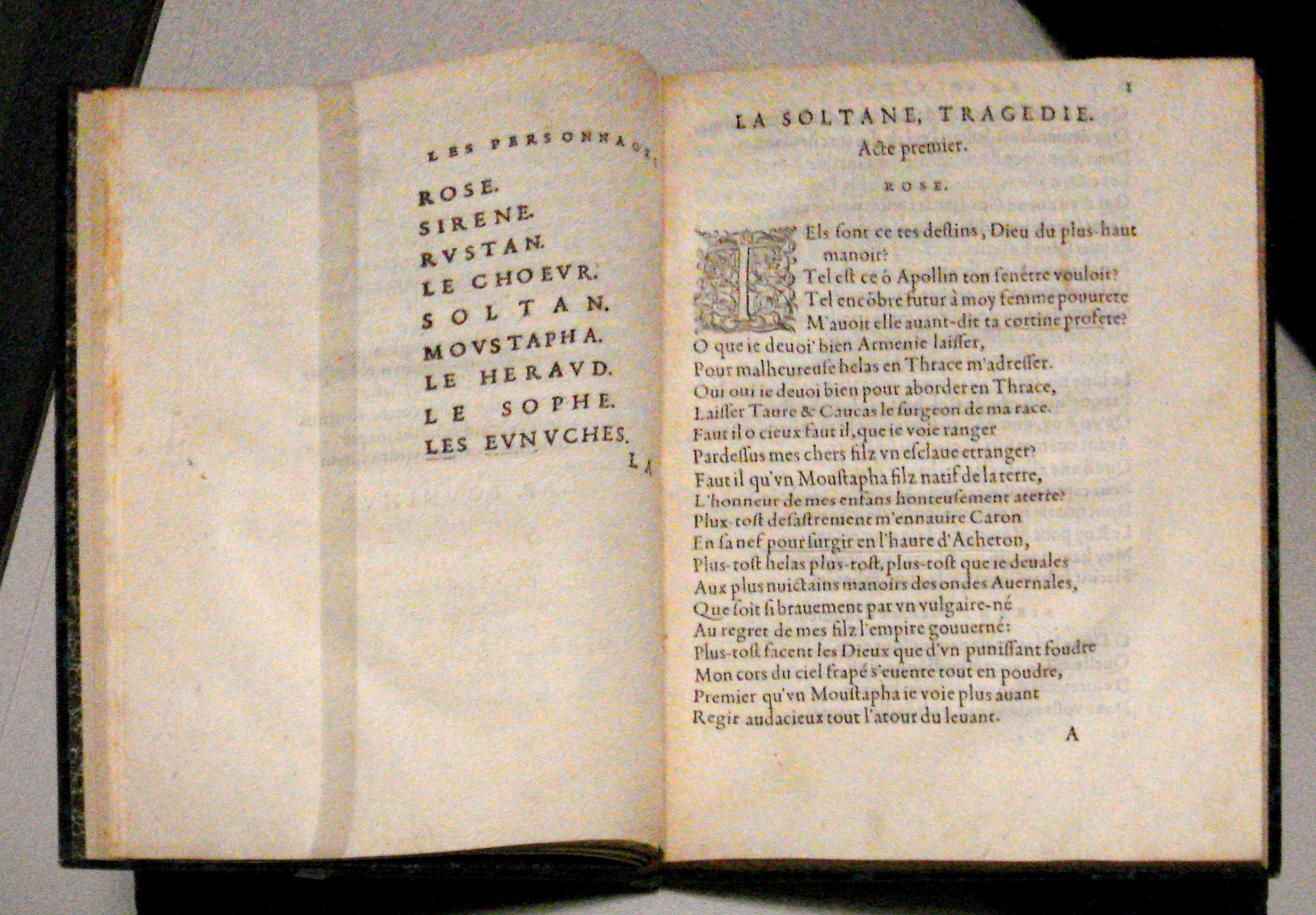
Vražda prince Mustafy v roce 1553 byla inspirací pro francouzského spisovatele Gabriela Bounina v tragédii La Soltane

Mustafa se narodil v roce 1515 v Manise, sultánovi Sulejmanovi I. a jeho manželce Mahidevran Sultan. V té době byl Sulejman ještě princem.
Mustafa měl problémy ve vztahu ke svému otci již v raném dětství. Byl prvorozený syn, avšak Sulejman byl více soustředěný[zdroj?] na jeho bratra, Šehzade Mehmeda, který byl nejstarším synem Hürrem Sultan. 
Mustafa měl vždy dobrý vztah se svými bratry Mehmedem a následným sultánem Selimem II.[zdroj?] To nejspíš zapříčinilo i pozdější Selimův kladný vztah k Mahidevran Sultan v posledních letech jejího života.
Mustafa byl převelen z Manisy do Amasye. Správa Manisy byla přidělena princi Mehmedovi. Nicméně, Mustafa dostal dopis od svého otce, že přesídlení do Amasye nebylo z důvodu, že by neměl nastoupit na trůn, ale protože chce, aby Mustafa bránil východní hranice říše a získal zkušenosti správou většího území.[zdroj?] Uklidněno bylo též osmanské vojsko a lid, protože v Mustafovi spatřovali budoucího panovníka. Princ Mehmed však roku 1543 umírá. Ačkoli se vzhledem k této okolnosti zdálo, že Mustafovi v cestě na trůn nic nebrání, musel čelit další výzvě. Selim byl v roce 1544 poslán do Anatolie jako maniský správce.
V roce 1547, během sultánova tažení proti perským Safíovcům, se Sulejman setkal se svými syny Mustafou, Selimem a Bájezídem na různých místech a probíral s nimi politickou situaci v Osmanské říši.
V roce 1549 byl Mustafa poslán do provincie Konya. Nyní byl Mustafův život v ohrožení. Hürrem Sultan a Rüstem Paša se proti němu spikli ve prospěch Hürreminých synů, Selima a Bájezída.[zdroj?]

### Poprava

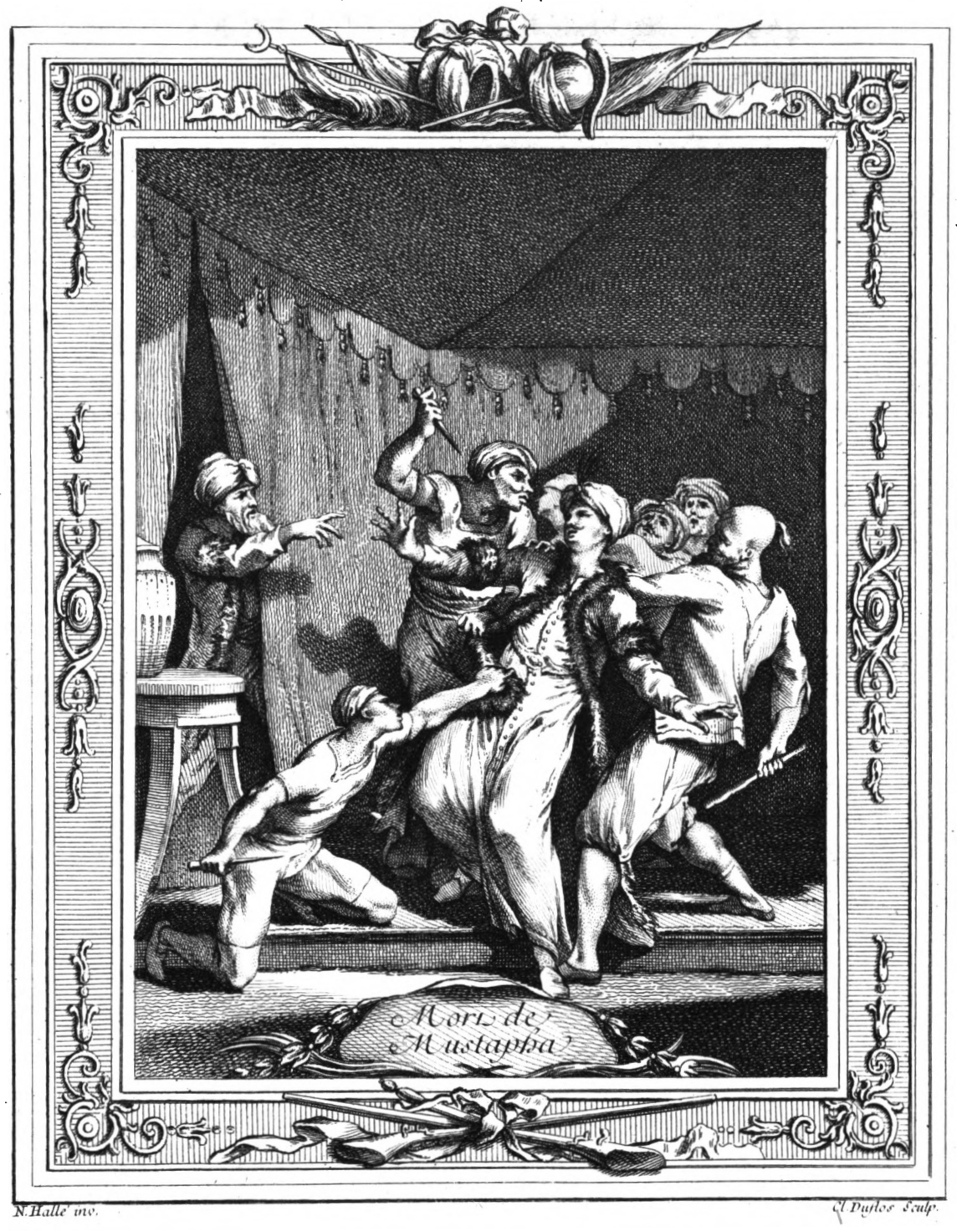
Výjev Mustafovy popravy z 18. století

Hürrem a Rüstem využili situace, když sultán Sulejman po cestě do Persie zastavil s armádou v Ereğli. Během pobytu v Ereğli navrhl Rüstem Mustafovi, aby se přidal k armádě. Zároveň Rüstem pomluvami Sulejmana přesvědčil, že jeho syn přichází, aby ho zabil a zmocnil se vlády.[zdroj?]
Mustafa přijal Rüstemův návrh a okamžitě vyrazil. Sulejman to považoval za hrozbu a po falešném varování od Hürrem[zdroj?] vydal příkaz k Mustafově popravě. Když Mustafa vstoupil do stanu svého otce, aby se s ním setkal, napadli ho Sulejmanovi strážci a po dlouhém zápasu ho uškrtili tětivou luku.

### Po popravě
Po Mustafově smrti se jeho janičáři a anatolští vojáci začali bouřit proti Sulejmanovu rozhodnutí. Osmanská společnost nesouhlasila s usmrcením prince Mustafy, protože lid věřil, že příčinou jeho vraždy byla politická hra Hürrem Sultan a Rüstema Paşi. V roce 1553 napadli hlavní palác Topkapi v Konstantinopoli.[zdroj?]
Po protestech armády zbavil sultán Sulejman Rüstema jeho funkce velkovezíra a poslal jej zpět do Konstantinopole. Hürrem poslal do exilu, do starého paláce v Edirne. Mustafovi nechal Sulejman uspořádat velkolepý a důstojný pohřeb v Konstantinopoli. Po týdnu, co bylo jeho tělo uchováváno v Hagia Sofia, bylo jeho tělo převezeno do Bursy a tam bylo i pochováno.
Mustafova smrt byla ještě dlouho oplakávána v Anatolii, také v Amasyi, Manise a Konyi, protože lidé viděli v Mustafovi budoucího sultána a vynikajícího vůdce Osmanské říše.
Lidé a rodina Sulejmana (jeho sestry) byli velmi rozzlobení na Rüstema, Hürrem a poté i na Sulejmana, protože nechal dopustit, aby jeho prvorozený syn byl popraven.[zdroj?]

## Rodina
Měl 4 dětí, o kterých se dochovaly záznamy:
- Šehzade Orhan se narodil v roce 1535 v Manise a zemřel v roce 1552 v Konyi.
- Nergis Şah Sultan byla Mustafova oblíbená dcera. Narodila se v roce 1536 v Manise. Provdala se za Damata Cenabi Ahmeta Pašu, který byl guvernérem Anatolie, ale nadále žila v Burse. Zemřela tady v roce 1592 a je zde i pochována.
- Šehzade Mehmed se narodil v roce 1547 v Amasyi a zemřel 10. prosince 1553 v Burse.
- Şah Sultan se narodila v roce 1542 v Amasyi a provdala se za zdejšího guvernéra. Zemřela v roce 1597 na tomtéž místě.